# Todor Kolev
Todor Petkov Kolev (bolgárul: Тодор Петков Колев; Szófia, 1942. április 29. –) válogatott bolgár labdarúgó, nemzetközi labdarúgó-játékvezető.

## Pályafutása

### Labdarúgóként
1962 és 1965 között a CSZKA Szofija, 1965–66-ban a Botev Vraca, 1966 és 1968 között a Lokomotiv Szofija, 1969 és 1971 között a Szlavija Szofija, 1971 és 1975 között a Lokomotiv Szofija labdarúgója volt.
1967 és 1970 között a 11 alkalommal szerepelt a bolgár válogatottban és egy gólt szerzett. Részt vett az 1970-es mexikói világbajnokságon.

### Labdarúgó-játékvezetőként

#### Nemzeti játékvezetés
A játékvezetői vizsgát 1970-ben szerezte meg, pályafutása során hazája legfelső szintű labdarúgó-bajnokságának játékvezetője lett. Az aktív nemzeti játékvezetéstől 1991-ben köszönt el.

#### Nemzetközi játékvezetés
A Bolgár labdarúgó-szövetség Játékvezető Bizottsága (JB) terjesztette fel nemzetközi játékvezetőnek, a Nemzetközi Labdarúgó-szövetség (FIFA) 1986-tól tartotta nyilván bírói keretében. Több nemzetek közötti válogatott és klubmérkőzést vezetett.  A bolgár nemzetközi játékvezetők rangsorában, a világbajnokság-Európa-bajnokság sorrendjében többedmagával a 6. helyet foglalja el 3 találkozó szolgálatával. Az aktív nemzetközi játékvezetéstől 1991-ben búcsúzott.

##### Világbajnokság
A világbajnoki döntőhöz vezető úton Olaszországba a XIV., az 1990-es labdarúgó-világbajnokságra a FIFA JB bíróként alkalmazta.
| Időpont             | Helyszín                       | Mérkőzés típusa           | Mérkőzés               | Eredmény | Nézők száma |
| ------------------- | ------------------------------ | ------------------------- | ---------------------- | -------- | ----------- |
| 1988. december 11.  | Crvene Zvezde Stadion, Belgrád | előselejtező (5. csoport) | Jugoszlávia–Ciprus     | 4 : 0    | 15 246      |
| 1989. szeptember 5. | Ullevaal Stadion, Oslo         | előselejtező (5. csoport) | Norvégia–Franciaország | 1 : 1    | 8 564       |

##### Európa-bajnokság
Az európai-labdarúgó torna döntőjéhez vezető úton Svédországba a IX., az 1992-es labdarúgó-Európa-bajnokságra az UEFA  JB játékvezetőként foglalkoztatta.
| Időpont              | Helyszín                   | Mérkőzés típusa           | Mérkőzés             | Eredmény | Nézők száma |
| -------------------- | -------------------------- | ------------------------- | -------------------- | -------- | ----------- |
| 1990. szeptember 26. | Všešportový Stadion, Kassa | előselejtező (1. csoport) | Csehszlovákia–Izland | 1 : 0    | 30 142      |